# 방정식 xy = yx

의 그래프. 선과 곡선은 (e, e)에서 교점을 갖는다.

일반적으로 지수는 교환법칙이 성립하지 않는다. 그러나 방정식 {\displaystyle x^{y}=y^{x}}은 {\displaystyle x=2,\ y=4}와 같은 근을 가진다.

## 역사
이 방정식은 다니엘 베르누이가 골트바흐에게 1728년 6월 29일에 보낸 편지에 언급되어 있다. 그 편지에 따르면 {\displaystyle x\neq y}인 경우 유리수 범위에서 {\displaystyle ({\tfrac {27}{8}},{\tfrac {9}{4}})}, {\displaystyle ({\tfrac {9}{4}},{\tfrac {27}{8}})}를 비롯한 무수히 많은 해가 있음에도 자연수 범위에서는 {\displaystyle (2,4)}와 {\displaystyle (4,2)}뿐이라고 한다. 골트바흐의 답장(1729년 1월 31일)에는 {\displaystyle y=vx}로 치환해서 일반해를 구하는 방법이 언급되어 있다. 이후 오일러도 비슷한 풀이법을 발견했다.
J. van Hengel은 {\displaystyle r,n}이 모두 양의 정수이면서 {\displaystyle r\geq 3}이면 {\displaystyle r^{r+n}>(r+n)^{r}}이므로 자연수 해를 찾는다면 {\displaystyle x=1}, {\displaystyle x=2}를 고려하는 것으로도 충분하다고 짚었다.
이 방정식은 여러 출판물에서 논의되었는데, 1960년에 이 방정식은 윌리엄 로웰 퍼트넘 수학경시대회의 질문 중 하나였으며 Alvin Hausner는 결과를 대수적 수체로 확장했다.

## 양수 해
주요 출처:
양의 실수 범위에서 자명근 집합은 {\displaystyle x=y}이다. 비자명근은 람베르트 W 함수를 사용하여 양함수꼴로 표현할 수 있다. 아이디어는 방정식을 {\displaystyle ae^{b}=c} 꼴로 변형하고 {\displaystyle a}와 {\displaystyle b}를 일치시키도록 양변에 같은 값을 곱하거나 지수를 취하고, 람베르트 W 함수의 정의를 적용하여 {\displaystyle a'e^{a'}=c'\Rightarrow a'=W(c')}와 같이 쓰는 것이다.
{\displaystyle {\begin{aligned}y^{x}&=x^{y}=\exp \left(y\ln x\right)&\\y^{x}\exp \left(-y\ln x\right)&=1&\left(\exp \left(-y\ln x\right){\mbox{을 곱함}}\right)\\y\exp \left(-y{\frac {\ln x}{x}}\right)&=1&\left({\frac {1}{x}}{\mbox{ 제곱}}\right)\\-y{\frac {\ln x}{x}}\exp \left(-y{\frac {\ln x}{x}}\right)&={\frac {-\ln x}{x}}&\left({\frac {-\ln x}{x}}{\mbox{을}}{\mbox{ 곱함}}\right)\end{aligned}}}
{\displaystyle \Rightarrow -y{\frac {\ln x}{x}}=W\left({\frac {-\ln x}{x}}\right)}
{\displaystyle \Rightarrow y={\frac {-x}{\ln x}}\cdot W\left({\frac {-\ln x}{x}}\right)=\exp \left(-W\left({\frac {-\ln x}{x}}\right)\right)}
마지막 줄에서 람베르트 W 함수의 성질 {\displaystyle {\frac {W(x)}{x}}=\exp(-W(x))}을 사용했다.
여기서 이 해를 람베르트 W 함수의 두 분지를 사용해서 구간별로 나누면
{\displaystyle {\begin{aligned}W_{0}\left({\frac {-\ln x}{x}}\right)&=-\ln x\quad &(&0<x\leq e)\\W_{-1}\left({\frac {-\ln x}{x}}\right)&=-\ln x\quad &(&x\geq e)\end{aligned}}}
- {\displaystyle 0<x\leq 1} :

{\displaystyle \Rightarrow {\frac {-\ln x}{x}}\geq 0}
{\displaystyle {\begin{aligned}\Rightarrow y&=\exp \left(-W_{0}\left({\frac {-\ln x}{x}}\right)\right)\\&=\exp \left(-(-\ln x)\right)\\&=x\end{aligned}}}
- {\displaystyle 1<x<e} :

{\displaystyle \Rightarrow {\frac {-1}{e}}<{\frac {-\ln x}{x}}<0}
{\displaystyle \Rightarrow y={\begin{cases}\exp \left(-W_{0}\left({\frac {-\ln x}{x}}\right)\right)=x\\\exp \left(-W_{-1}\left({\frac {-\ln x}{x}}\right)\right)\end{cases}}}
- {\displaystyle x=e} :

{\displaystyle \Rightarrow {\frac {-\ln x}{x}}={\frac {-1}{e}}}
{\displaystyle \Rightarrow y={\begin{cases}\exp \left(-W_{0}\left({\frac {-\ln x}{x}}\right)\right)=x\\\exp \left(-W_{-1}\left({\frac {-\ln x}{x}}\right)\right)=x\end{cases}}}
- {\displaystyle x>e} :

{\displaystyle \Rightarrow {\frac {-1}{e}}<{\frac {-\ln x}{x}}<0}
{\displaystyle \Rightarrow y={\begin{cases}\exp \left(-W_{0}\left({\frac {-\ln x}{x}}\right)\right)\\\exp \left(-W_{-1}\left({\frac {-\ln x}{x}}\right)\right)=x\end{cases}}}

따라서 비자명근은 다음과 같다.
{\displaystyle y={\begin{cases}\exp \left(-W_{0}\left({\frac {-\ln(x)}{x}}\right)\right)\quad &(x>e)\\\exp \left(-W_{-1}\left({\frac {-\ln x}{x}}\right)\right)\quad &(1<x<e)\end{cases}}}

### 매개변수 형태
비자명근은 {\displaystyle y=vx}로 치환함으로써 보다 쉽게 구할 수 있다. 치환한 다음 양변을 {\displaystyle {\tfrac {1}{x}}} 제곱하고 {\displaystyle x}로 나누면, 다음을 얻는다.
{\displaystyle (vx)^{x}=x^{vx}=(x^{v})^{x}.}
{\displaystyle v=x^{v-1}.}

따라서 자명하지 않은 양수 해의 매개변수꼴은 다음과 같다.
{\displaystyle {\begin{aligned}x&=v^{1/(v-1)},\\y&=v^{v/(v-1)}.\end{aligned}}}
따라서 1이 아닌 양수 {\displaystyle v}에 대하여 모든 근은 이 해를 바탕으로 도함수는 다음과 같다.
이 해를 바탕으로 도함수는 다음과 같다. {\displaystyle y=x}인 순서쌍 {\displaystyle (x,y)}에 대하여 {\displaystyle {\dfrac {\mathrm {d} y}{\mathrm {d} x}}=1}이고, 그 외의 경우는 매개변수로 표현한 함수의 미분법에 따라 {\displaystyle {\frac {\mathrm {d} y}{\mathrm {d} x}}=v^{2}\left({\frac {v-1-\ln v}{v-1-v\ln v}}\right)}. (단, {\displaystyle v}는 1이  양수)

## 다른 실근
{\displaystyle x}, {\displaystyle y} 중 적어도 하나가 음수인 해도 존재한다. 위의 매개변수화로부터 얻을 수 있으며 예를 들어, {\displaystyle x={\frac {1}{\sqrt[{3}]{-2}}}}, {\displaystyle y={\frac {-2}{\sqrt[{3}]{-2}}}} (여기서 세제곱근은 실수값)가 있다. 유사하게 {\displaystyle x^{x}}가 실수일 때 자명근 {\displaystyle y=x} ({\displaystyle x<0})도 존재한다. (예를 들어 {\displaystyle x=y=-1})

## 유사한 그래프

### 방정식x√y=y√x
방정식 {\displaystyle {\sqrt[{x}]{y}}={\sqrt[{y}]{x}}}의 그래프는 {\displaystyle 1/e}에서 만나는 선과 곡선으로 이루어져 있다. 또한 곡선은 (0, 1)과 (1, 0)에서 무한대로 발산하지 않는다.
곡선 부분은 다음과 같이 양함수 형태로 표현된다.
{\displaystyle y={\begin{cases}e^{W_{0}(\ln(x^{x}))}\quad &(0<x<1/e)\\e^{W_{-1}(\ln(x^{x}))}\quad &(1/e<x<1)\end{cases}}}

이 방정식은 {\displaystyle y^{y}=x^{x}}와 동치인데, 양변을 {\displaystyle xy}제곱하면 해당 방정식과 같기 때문이다. 이와 유사하게 방정식 {\displaystyle {\sqrt[{y}]{y}}={\sqrt[{x}]{x}}} 는 방정식 {\displaystyle x^{y}=y^{x}}와 동치이다.

### 방정식logx(y) = logy(x)
방정식 {\displaystyle \log _{x}(y)=\log _{y}(x)}의 그래프는 (1, 1)에서 서로 만나는 곡선 {\displaystyle y={\dfrac {1}{x}}}과 {\displaystyle y=x}로 이루어져 있다.